# Sandy Lake, Alberta
Sandy Lake är en sjö i Kanada.   Den ligger i provinsen Alberta, i den centrala delen av landet, 2 900 km väster om huvudstaden Ottawa. Sandy Lake ligger 694 meter över havet. Arean är 11,2 kvadratkilometer. Den sträcker sig 7,8 kilometer i nord-sydlig riktning, och 4,3 kilometer i öst-västlig riktning.
Följande samhällen ligger vid Sandy Lake:
- Sandy Beach (223 invånare)

Omgivningarna runt Sandy Lake är en mosaik av jordbruksmark och naturlig växtlighet. Runt Sandy Lake är det glesbefolkat, med 8 invånare per kvadratkilometer.